# Villa Carcina
Villa Carcina is een gemeente in de Italiaanse provincie Brescia (regio Lombardije) en telt 10.370 inwoners (31-12-2004). De oppervlakte bedraagt 14,4 km², de bevolkingsdichtheid is 715 inwoners per km².
De volgende frazioni maken deel uit van de gemeente: Carcina, Pregno, Cogozzo, Cailina.

## Demografie
Villa Carcina telt ongeveer 4037 huishoudens. Het aantal inwoners daalde in de periode 1991-2001 met 1,0% volgens cijfers uit de tienjaarlijkse volkstellingen van ISTAT.
| Jaar | Inwoneraantal |
| ---- | ------------- |
| 1991 | 10.120        |
| 2001 | 10.015        |

## Geografie
Villa Carcina grenst aan de volgende gemeenten: Brione, Concesio, Gussago, Lumezzane, Sarezzo.